# Krenosmittia zhiltzovae
Krenosmittia zhiltzovae är en tvåvingeart som beskrevs av Makarchenko 2006. Krenosmittia zhiltzovae ingår i släktet Krenosmittia och familjen fjädermyggor. Inga underarter finns listade i Catalogue of Life.